# Udvari Szabolcs
Udvari Szabolcs (Szeged, 1974. július 26. – Szeged, 2020. szeptember 26.) magyar labdarúgó.

## Pályafutása
Szegedi csapatoknál kezdte profi pályafutását, majd alsóbb osztályokban játszott a Csongrád színeiben. Ott felfigyeltek rá az Előre FC Békéscsaba vezetői és le is igazolták, ahol 5 szezont töltött el és feljutott az NB I-be. Játszott még a Budapest Honvéd FC és a Szombathelyi Haladás csapatában is. 2007-től a Kaposvölgye VSC játékosa volt.